# Beatriz Aguirre
Beatriz Ofelia Aguirre Valdez (Arteaga coahuila, México, 23 de marzo de 1925-Los Ángeles, California, 29 de septiembre de 2019), conocida como Beatriz Aguirre, fue una actriz mexicana. 
Tuvo una prolífica carrera como actriz de teatro, cine, televisión y doblaje.

## Biografía y carrera
Se casó con el actor de doblaje de caricaturas y series de televisión Guillermo Romano, fallecido en 2018, con quien procreó dos hijos: Carlos y Fabiola.[cita requerida]
Estudió odontología, pero abandonó la carrera para dedicarse a la actuación. Debutó como actriz en 1944, en la película La monja alférez, junto a María Félix. Luego de filmar ocho películas entró a estudiar actuación al Instituto Nacional de Bellas Artes. En teatro, debutó en la obra Antígona y Creonte, mientras que en la televisión debutó en la telenovela Teresa, en 1959. Otras obras de teatro fueron: El sueño de una noche de verano y Romeo y Julieta, ambas de William Shakespeare; La voz humana, de Jean Cocteau; El hombre que hacía llover, de Richard Nash, y Elsa y Fred.[cita requerida]
Tuvo una larga trayectoria con "El Ruso" locutor de Bomba Radio, e incursionó en todas las áreas. Trabajó con estrellas como Pedro Infante, Jorge Negrete, Pedro Armendáriz y Arturo de Córdova. Participó en más de 40 telenovelas, entre ellas: Amar fue su pecado, La Constitución, Viviana, Bianca Vidal, Alondra, Locura de amor y Sin pecado concebido, entre muchas otras. En el cine, incursionó en películas como Tierra muerta, Mala hembra, El ojo de cristal y Mi madre es culpable. También fue una destacada actriz de doblaje, reconocida por su trabajo en películas de Disney: Mary Poppins, Jim y el durazno gigante, 101 dálmatas y Dinosaurio, entre otras.
En 2008, tuvo una participación especial en la telenovela Cuidado con el ángel, donde interpretó a Mariana de San Román. Su última interpretación fue en la telenovela Ni contigo ni sin ti, en la que apareció como la abuela del protagonista.[cita requerida]

### Muerte
Aguirre falleció el 29 de septiembre de 2019 en su residencia de Los Ángeles, California a los 94 años de edad, sus restos fueron cremados y sus cenizas fueron arrojadas al Océano Pacífico.

## Trayectoria

### Telenovelas
- Ni contigo ni sin ti (2011)...  Doña Miranda de la Reguera de Fernández
- Cuidado con el ángel (2008 - 2009).... Mariana Bustos de San Román
- Peregrina (2005-2006).... Jueza Navarro
- Corazones al límite (2004).... Doña Victoria Antillón
- De pocas, pocas pulgas (2003).... Jacobita
- Sin pecado concebido (2001).... Doña Salud Rojas vda. de Villavicencio
- Locura de amor (2000).... Doña Esther Sandoval
- Nunca te olvidaré (1999).... Alfonsa Valderrama
- El privilegio de amar (1998).... Ella misma
- Huracán (1997-1998).... Doña Irasema Barrera vda. de Vargaslugo
- Confidente de secundaria (1996).... Dinorah
- María José (1995).... Teresa
- Alondra (1995).... Rosita
- El vuelo del águila (1994-1995).... Agustina de Romero Rubio (adulta)
- Entre la vida y la muerte (1993).... Doña Rebeca
- Destino (1990).... Antonia
- Dulce desafío (1988-1989).... Doña Esther Sandoval
- Muchachita (1985-1986).... Nena
- La pasión de Isabela (1984-1985).... Celina
- Bianca Vidal (1982-1983).... Emilia
- Déjame vivir (1982).... Graciela
- El hogar que yo robé (1981).... Janina
- Ambición (1980).... Violeta
- Colorina (1980-1981).... Iris
- Corazones sin rumbo (1980).... Lorenza
- Viviana (1978-1979).... Luz María
- Doménica Montero (1978).... Doña Mercedes Olmos
- Ladronzuela (1977-1978).... Doña Luz "Mamá Lucha"
- La noche del sábado (1978).... Condesa Rinaldi
- Los bandidos de Río Frío (1976).... Agustina
- La señora joven (1972-1973).... Lucila Ricarte
- La Constitución (1970).... Carmen Romero Rubio
- El ruiseñor mexicano (1969)
- La frontera de cristal (1969) .... Soledad
- Detrás del muro (1967) .... Elena
- Más fuerte que tu amor (1966).... María Fedei
- Vivimos en una estrella (1963).... Felicidad
- El profesor Valdez (1962)
- Las gemelas I (1961).... Paula/Amelia
- Vida robada (1961)....Andrea
- Amar fue su pecado (1960)
- El hombre de oro (1960)
- Teresa (1959).... Luisa

### Películas
- Los inadaptados (2011) .... Anita
- Las pasiones de Sor Juana (2004) .... Doña Soledad
- Acosada (2002) .... Mamá Beba
- Los años de Greta (1992).... Greta
- Terror, sexo y brujería (1989)
- Días difíciles (1987).... Doña Amalia Castelar
- En busca de un muro (1974).... Madre de Orozco
- Un sueño de amor (1972)
- Secreto de confesión (1971).... Madre de María
- Mamá Dolores (1970)
- Cautivo del más allá (1968)
- Dile que la quiero (1963)
- México de mis recuerdos (1963).... Carmelita
- Un día en diciembre (1962)
- Espiritismo (1962).... Estercita
- Sol en llamas (1961)
- Teresa (1961).... Luisa de la Barrera
- Caperucita Roja y sus tres amigos (1961).... Madre de Caperucita
- Senda prohibida (1961)
- Caperucita Roja (1960).... Madre de Caperucita
- Mi madre es culpable (1960).... Lucía Arellano
- 800 leguas por el Amazonas (1959).... Yaquita
- Misterios de ultratumba (1959).... Rosario
- Chicas casaderas (1959)
- La edad de la tentación (1959)
- El ojo de cristal (1956)
- Mañana cuando amanezca (1955)
- Educando a papá (1955)
- Vuelo 971 (1953)
- Mi campeón (1952)
- Mi esposa y la otra (1952).... Alicia
- La hija de la otra (1951)
- La loca de la casa (1950)
- Sobre las olas (1950).... Lolita
- Mala hembra (1950)
- Vino el remolino y nos alevantó (1950).... Adela
- La dama del alba (1950).... Angélica
- Mariachis (1950)... Soplama
- Tierra muerta (1949)
- La familia Pérez (1949)......."Clara Pérez"
- Cuando los padres se quedan solos (1949).... Charito
- El tigre de Jalisco (1947)
- Nuestros maridos (1946)
- En tiempos de la Inquisición (1946)
- Amor prohibido (1945).... Beatriz
- La pajarera (1945)
- La trepadora (1944)
- La monja alférez (1944)

### Series de TV
- Plaza Sésamo (2006 - 2007).... Abuela
- Reclusorio (1997).... Esther Iriarte
- Papá soltero (1987 - 1993).... Inés (madre de César Costa)
- Los lunes... Teatro (1974)

### Doblaje
Películas animadas
- Plaza Sésamo: Bienvenida la primavera (2006).... Abuela
- Dinosaurio (2000).... Baylene
- Fantasía 2000 (2000).... Angela Lansbury
- Anastasia (1997).... Emperatriz Marie Romanov
- Hércules (1997).... Hera/Moira Láquesis
- Jim y el durazno gigante (1996).... Sra. Mariquita
- Todos los perros van al cielo (1989).... Mujer
- Policías y ratones (1986).... Sra. Judson
- El zorro y el sabueso (1981).... Viuda Tweed
- 101 dálmatas (1961).... Perdita

Películas
- Mary Poppins (1964).... Katie Nana (Elsa Lanchester)
- Desayuno con diamantes (1961).... Sra. Failenson (Patricia Neal)
- Carrie (1976).... Margaret White (Piper Laurie)
- Pretty Baby (1978).... Nell (Frances Faye)

Series animadas
- Sonic y su banda (1999 - 2000).... Voces adicionales
- Capitán Planeta y los planetarios (1990 - 1996).... Gaia

Series de TV
- La reportera del crimen (1984 - 1996).... Jessica Beatrice Fletcher (Angela Lansbury)

## Premios y reconocimientos

### Premios Ariel
| Año  | Categoría    | Película          | Resultado |
| ---- | ------------ | ----------------- | --------- |
| 1993 | Mejor actriz | Los años de Greta | Ganadora  |

### Premios TVyNovelas
| Año  | Categoría            | Telenovela           | Resultado |
| ---- | -------------------- | -------------------- | --------- |
| 2002 | Mejor primera actriz | Sin pecado concebido | Nominada  |

### Premios Bravo
| Año  | Categoría      | Telenovela             | Resultado |
| ---- | -------------- | ---------------------- | --------- |
| 2002 | Primera Actriz | Sin pecado concebido   | Ganadora  |
| 2015 | Primera Actriz | 71 años de Trayectoria | Ganadora  |

### Premios Calendario de Oro 2007
| Categoría              | Persona         | Resultado |
| ---------------------- | --------------- | --------- |
| Trayectoria de Doblaje | Beatriz Aguirre | Ganadora  |

### Premios Arlequín 2010
| Categoría   | Persona         | Resultado |
| ----------- | --------------- | --------- |
| Trayectoria | Beatriz Aguirre | Ganadora  |

### Premios ACE 1996
| Categoría            | Nominado        | Resultado |
| -------------------- | --------------- | --------- |
| Contribución al Arte | Beatriz Aguirre | Ganadora  |